# 沖縄市立コザ中学校
沖縄市立コザ中学校（おきなわしりつ コザちゅうがっこう）は、沖縄県沖縄市胡屋にある市立中学校。

## 沿革
1948年、越来中学校として創立し、翌年にコザ中学校に改称した。沖縄市内では学制改革以降としては最も古い歴史を持つ中学校であり、2008年に創立60周年を迎えた。
バスケットボールの強豪校でもあり、1998年の全国中学校バスケットボール大会男子の部で全国優勝、2017年には3位となり、多くのバスケットボール選手を輩出している。

## 通学区域
仲宗根、胡屋一丁目1番～4番、5番1号～5番22号、5番50号～5番71号、6番～19番、二丁目、三丁目、四丁目、五丁目、六丁目、七丁目1番、3番5号、4番、5番1号～5番23号、5番35号、6番1号、6番3号、6番8号、6番10号、6番27号～6番30号、6番52号、園田一丁目、二丁目1番～33番、三丁目、上地、一丁目、二丁目、三丁目、四丁目、中央一丁目、二丁目、三丁目、四丁目、住吉二丁目15番、嘉間良一丁目1番、3番5号、3番6号、3番8号～3番20号、3番22号、3番23号、高原一丁目5番5号、5番6号、5番15号

## 著名な出身者
- 比嘉奈津美（政治家、参議院議員、元衆議院議員）
- 池間誠（経済学者、一橋大学名誉教授）
- 澤岻直人（プロバスケットボール選手）
- 呉屋貴教（プロバスケットボール選手）
- 与那嶺翼（プロバスケットボール選手）
- 澤岻安史（プロバスケットボール選手）
- 並里成（プロバスケットボール選手）
- 松島有梨江（女子プロバスケットボール選手）

＊比嘉幹貴 (プロ野球選手)